# Marek Czarnecki (polityk)
Marek Aleksander Czarnecki (ur. 22 marca 1959 w Chorzowie) – polski prawnik i polityk, adwokat, były wojewoda bialskopodlaski, od 2004 do 2009 poseł do Parlamentu Europejskiego VI kadencji.

## Życiorys
W 1983 ukończył studia na Wydziale Prawa i Administracji Uniwersytetu Warszawskiego, a w 1986 studia na Wydziale Dziennikarstwa i Nauk Politycznych tego uniwersytetu. Odbył w Siedlcach aplikację sędziowską (1988) i adwokacką (1990). Prowadził własną praktykę adwokacką w międzynarodowej kancelarii prawniczej „Ole Nielsen & Partners”, napisał wspólnie z Lidią Bagińską komentarz do prawa wekslowego i czekowego.
W wyborach parlamentarnych w 1997 kandydował bez powodzenia do Sejmu z listy Akcji Wyborczej Solidarność (z rekomendacji Stronnictwa Konserwatywno-Ludowego). Od grudnia 1997 do grudnia 1998 zajmował stanowisko wojewody bialskopodlaskiego. Wstąpił później do Polskiego Porozumienia Chrześcijańskich Demokratów i z listy Akcji Wyborczej Solidarność Prawicy w 2001 ponownie bezskutecznie kandydował do Sejmu.
Od maja 1998 do września 2000 był prezesem zarządu Ruchu, a w latach 2000–2001 wiceprezesem Agencji Mienia Wojskowego. Następnie otworzył w Warszawie wraz z Lidią Bagińską własną kancelarię prawną.
W 2003 został doradcą prawnym, a następnie członkiem Samoobrony RP. W wyborach do Parlamentu Europejskiego w 2004, otrzymawszy 43 609 głosów zdobył z jej listy w okręgu mazowieckim mandat deputowanego. Pracował w Komisji Prawnej Parlamentu Europejskiego. Początkowo pozostawał niezrzeszony, następnie wstąpił do frakcji Unia na rzecz Europy Narodów. Był członkiem komitetu wyborczego Andrzeja Leppera jako kandydata w wyborach prezydenckich w 2005. W 2006 kandydował na urząd prezydenta m.st. Warszawy. Zajął ostatnie (10.) miejsce, zdobywając 1096 głosów (0,16%).
W styczniu 2008 wystąpił z Samoobrony RP i przeszedł do Stronnictwa „Piast”. W czerwcu 2008 opuścił to ugrupowanie i wszedł w Parlamencie Europejskim w skład grupy Porozumienie Liberałów i Demokratów na rzecz Europy. W wyborach do Parlamentu Europejskiego w 2009 bezskutecznie ubiegał się o reelekcję z ramienia koalicji Porozumienie dla Przyszłości (jako bezpartyjny kandydat z nominacji Partii Demokratycznej). W 2010 wstąpił do Stronnictwa Demokratycznego, gdzie przez kilka lat pełnił funkcję członka rady naczelnej. W 2014 przeszedł do Polski Razem i był jej kandydatem w wyborach do Parlamentu Europejskiego. Już jako bezpartyjny w wyborach w 2019 otwierał listę kandydatów Koalicji Bezpartyjni i Samorządowcy do Sejmu w okręgu siedleckim. Następnie działał w Ruchu Prawdziwa Europa, będąc rzecznikiem prasowym, a także prawnikiem tej partii. W 2023 współtworzył partię Ruch Jedności Polaków, zostając jej wiceprezesem. W wyborach prezydenckich w 2025 został członkiem komitetu poparcia Artura Bartoszewicza.

## Wyniki wyborcze
| Wybory | Komitet wyborczy | Komitet wyborczy                    | Organ                              | Okręg | Wynik           |
| ------ | ---------------- | ----------------------------------- | ---------------------------------- | ----- | --------------- |
| 1997   |                  | Akcja Wyborcza Solidarność          | Sejm III kadencji                  | nr 3  | 8449 (8,39%)    |
| 2001   |                  | Akcja Wyborcza Solidarność Prawicy  | Sejm IV kadencji                   | nr 20 | 1070 (0,36%)    |
| 2004   |                  | Samoobrona Rzeczpospolitej Polskiej | Parlament Europejski VI kadencji   | nr 5  | 43 609 (12,74%) |
| 2006   |                  | Samoobrona Rzeczpospolitej Polskiej | Prezydent m.st. Warszawy           | –     | 1096 (0,16%)    |
| 2009   |                  | Porozumienie dla Przyszłości        | Parlament Europejski VII kadencji  | nr 5  | 2488 (0,64)     |
| 2014   |                  | Polska Razem Jarosława Gowina       | Parlament Europejski VIII kadencji | nr 5  | 4060 (1,01)     |
| 2019   |                  | Bezpartyjni Samorządowcy            | Sejm IX kadencji                   | nr 18 | 986 (0,22%)     |